# Pear ta ma 'on maf
Pear ta ma 'on maf é um filme de drama fijiano de 2004 dirigido e escrito por Vilsoni Hereniko. Primeiro filme produzido nas Fiji, foi apresentado no Festival de Cinema de Sundance e foi selecionado como representante de seu país para o Oscar de melhor filme estrangeiro na edição de 2006. A obra foi gravada em Rotuma, dependência do país insular, e traz em seu elenco uma série de atores iniciantes, como Sapeta Taito e Voi Fesaitu.

## Elenco
- Sapeta Taito - Viki
- Rena Owen - Guerreira
- Voi Fesaitu - Hapati
- Elisapeti Kafonika Inia - Mata
- John Fatiaki - Noa
- Ritie Titofaga - Maurea
- James Davenport - Clarke
- Maniue Vilsoni - Koroa
- Sarote Fonmanu - Rako
- Emily Erasito - Hanisi